# Synflorescentie

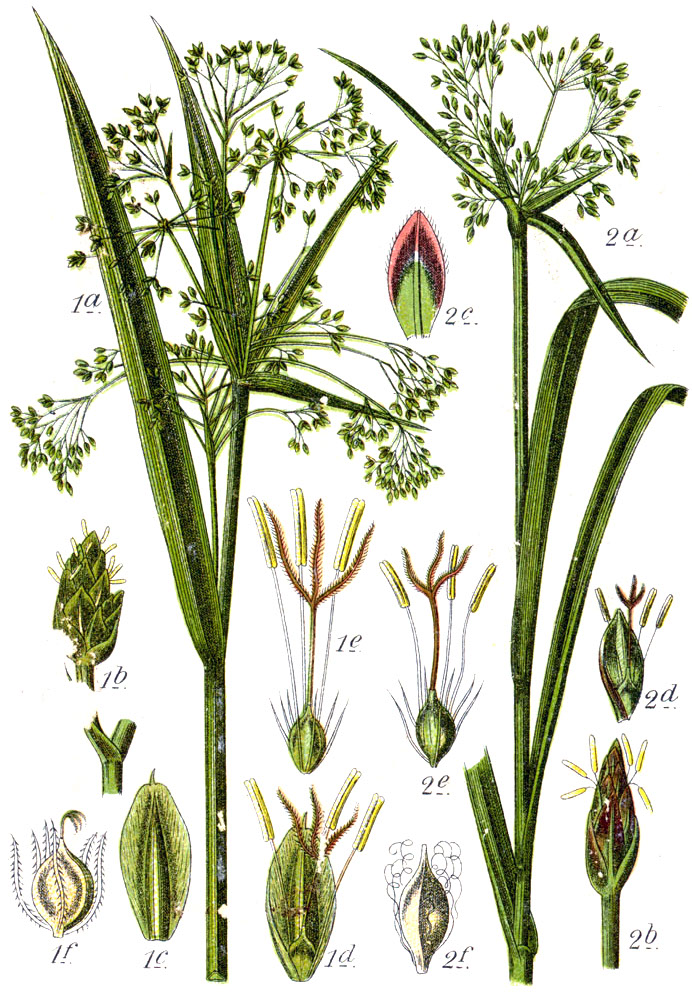
Synflorescenties bij Scirpus:
1: Scirpus radicans, en
2: Bosbies (Scirpus sylvaticus).

Een synflorescentie is een soms sterk vertakte, samengestelde bloeiwijze, die gekenmerkt wordt door een eindelingse bloeiwijze met daaronder paracladia: zijdelings ingeplante bloeiwijzen. 
Synflorescenties komen voor bij bijvoorbeeld echte grassen (Poaceae) en cypergrassen (Cyperaceae). Andere voorbeelden zijn het samengesteld gevorkt bijscherm en het samengesteld scherm.

## Beschrijving
Op de spil (ook "rachis" of hoofdas) van de synflorescentie staan de zijassen of paracladia (enkelvoud: "paracladium") ingeplant in de oksels van hoogtebladen of bracteeën. De "rachilla" is de spil van een dergelijk paracladium. Bij veel zeggesoorten zijn dit de (onderste) "aren".
De zijassen kunnen bij sommige groepen nog een vliezig, de basis van de zijas nauw omsluitend voorblad of voorblad of "profyllum" hebben. Bij de cypergrassen heet dit voorblad "cladoprofyllum" omdat het de basis van de as van een "aar" omsluit. 
Aan het uiteinde van de spil staan in een aar nog bloemen. De eindelingse bloeiwijze wordt ook wel "coflorescentie" genoemd. Bij zegges is die terminale bloeiwijze de mannelijke aar, en zijn de daaronder geplaatste vrouwelijke of tweeslachtige aren ook weer bloeiwijzen.
De bloemen zijn een- of tweeslachtig en staan in aartjes. Deze aartjes staan dus weer in de samengestelde bloeiwijzen, zoals de schijnbaar onregelmatig gebouwde pluimen en in aren.
De synflorescenties kunnen gereduceerd zijn tot meer eenvoudige vormen zoals de aren bij grassen en bij sommige zegges. Door de sterke reductie van onder andere de bloemstengels lijken deelbloeiwijzen door hun compacte bouw vaak op een aar.